# Глід український

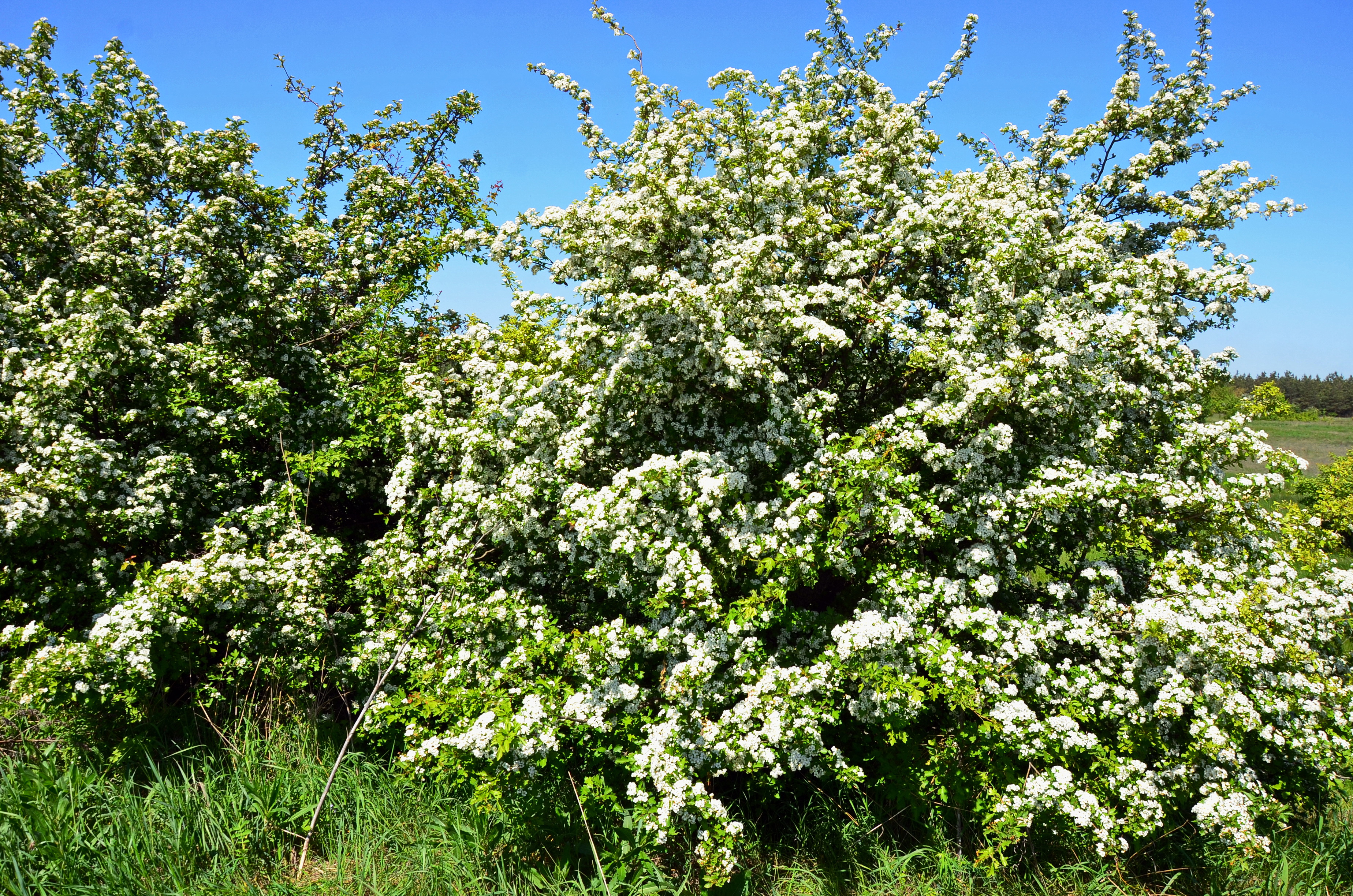
Глід український, квітує 1 Травня 2024 р.

Глід український  — багаторічна рослина родини розових. Харчова, лікарська та декоративна культура.

## Опис
Кущ або дерево заввишки 2-4 м. Пагони вишневі, в молодому віці запушені, з віком стають голими або майже голими. Кора коричнево-сіра. Бічні безплідні пагони перетворюються у тонкі, довгі (12-20 мм) колючки, частково вкриті листям. На плідних пагонах нижні листки клиноподібні або обернено-яйцеподібні, тричі розрізані або неглибоко тричілопатеві, верхні — обернено-яйцеподібні, ромбічні або заокруглені, неглибоко розсічені на 5-7 лопатей. Лопаті листкових пластинок рівномірно зазублені, зубці по нижньому краю бокових лопатей листка доходять майже до черешка. Квітки великі, блідо-рожеві. Суцвіття рідке, 10-20-квіткове, діаметром 7-9 см. Чашолистки квітів трикутно-ланцетні, загострені. Тичинки численні, стовпчиків 2 (рідше 1 або 3). плоди майже кулясті (8-12 мм завдовжки), темно-червоні, більш-менш запушені, звичайно з двома кісточками.
Квітне в червні, плоди дозрівають у серпні.

## Хімічний склад
В квітках глоду українського містяться флавоноїди (гіперозид, кверцетрин і вітексин), ефірна олія, холін, ацетилхолін, кавова и хлорогенова кислоти, триметиламін. В плодах містяться сапоніни (уреолова та олеанолова кислоти), бета-фітостерин, хлорогенова і кавова кислоти, флавоноїд гіперозид, аскорбінова кислота, каротин, холін, ацетилхолін, ефірна олія, фруктоза, амигдалин, сорбіт; винна, лимонна, кратегова кислоти; жирна олія, гіперин, дубильні речовини.

## Поширення
Цей вид рослин зустрічається виключно в межах України. Ареал охоплює Прикарпаття, лісові і лісостепові райони в середній і верхній течії Дніпра. Глід український зростає у листяних і мішаних лісах, на узліссях, по берегах річок, в антропогенних ландшафтах таких як: придорожні лісосмуги, парки, кладовища. Нерідко утворює мішані зарості з іншими ягідними чагарниками (тереном, шипшиною), які можуть займати площу до кількох гектарів.
Тіньовитривала рослина.

## Застосування
Глід український використовують у медицині нарівні з глодом криваво-червоним. Сировиною слугують квітки і плоди. Препарати мають кардіотонічну, протиаритмічну дію, зменшують збудливість центральної нервової системи, знижують артеріальний тиск, розширюють мозгові судини, нормалізують рівень холестерину.

### Заготівля сировини
Зібрані квітки швидко сушать при температурі не вище ніж 40°С. Пуп'янки і перезрілі квітки швидко буріють, тому їх не варто збирати. Також не можна збирати суцвіття, ушкоджені комахами. Зібрану сировину викладають тонким шаром не пізніше ніж за 1-2 години після зрізання, сушать протягом 2-3 діб. Сировина дуже гігроскопічна, тому її потрібно зберігати в сухому приміщенні.
Плоди збирають з кінця вересня до приморозків. Їх зрізають цілими китицями, складають в кошики, сушать в сушарках або пічках при температурі 50-70°С. Можлива сушка на сонці, в цьому випадку на 1 м² розкладають 4-5 кг плодів. Сухі плоди звільняють від домішок (чашолистків, плодоніжок) на решетах.
Плоди глоду українського можна вживати в їжу. Вони мають слабкий приємний запах і специфічний смак. Зазвичай з них готують компоти.
Крім того, ця рослина може бути використана в декоративному садівництві.

## Світлини

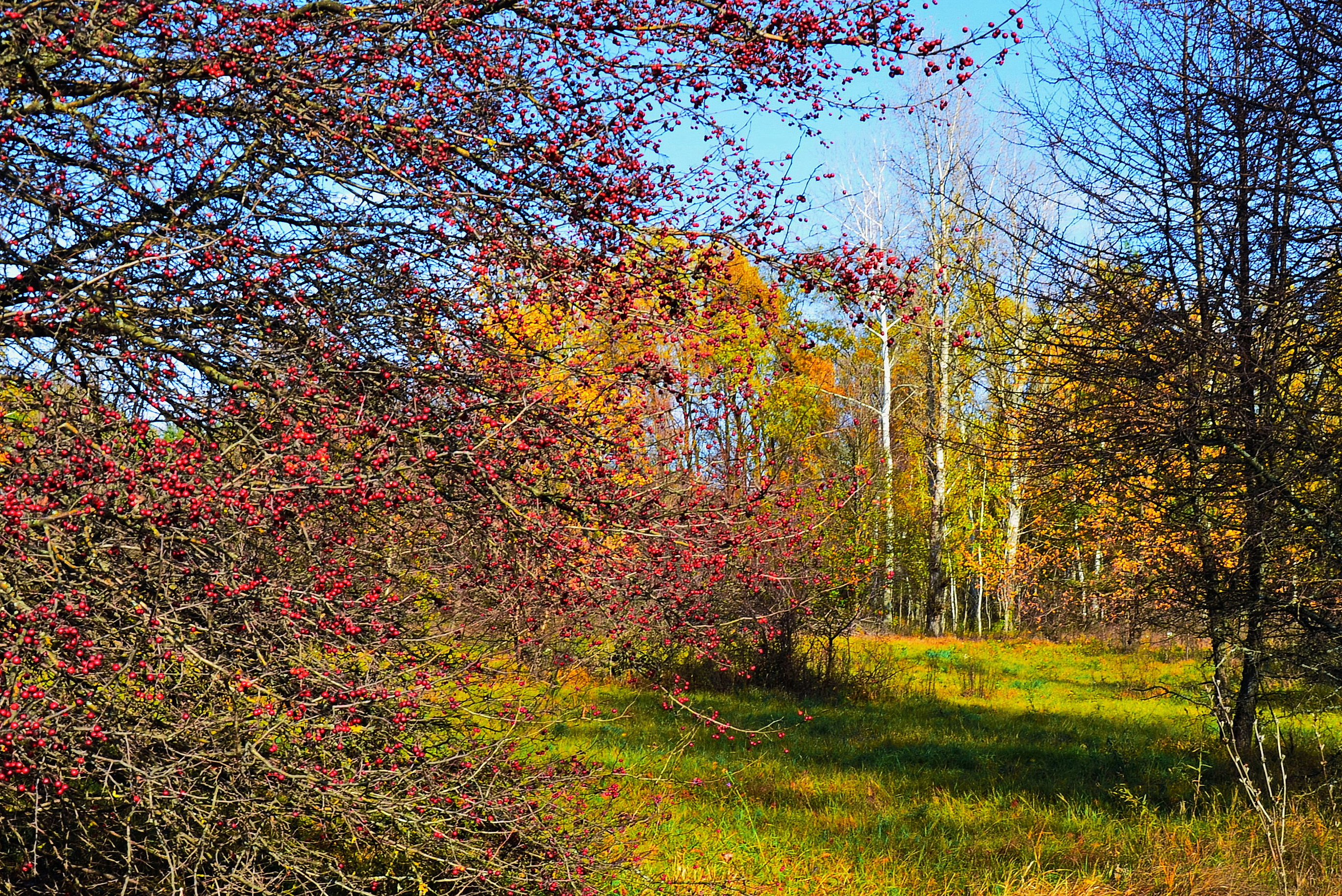
Глід український. Врожайна осінь
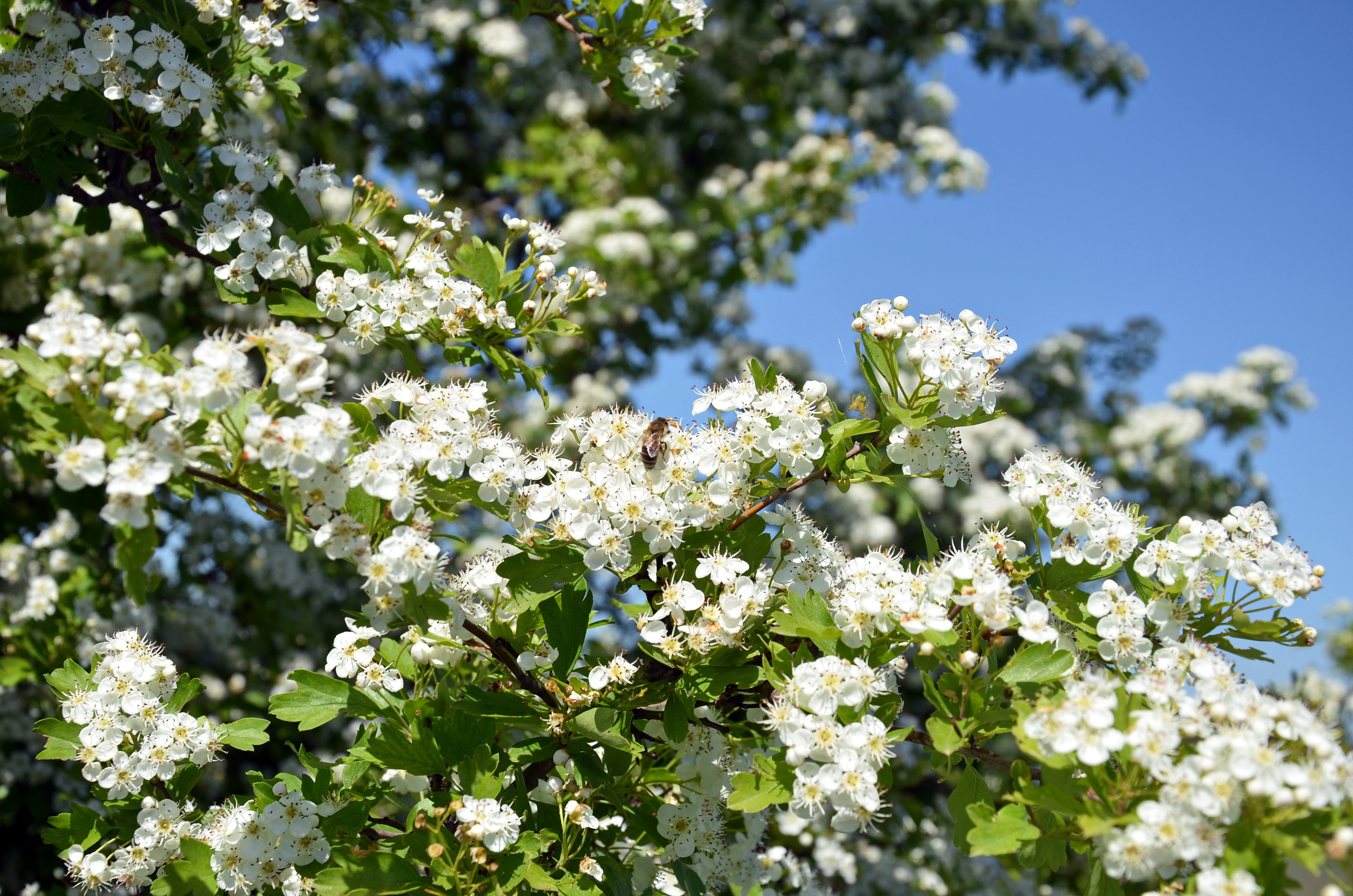
Глід український, медоносна пора
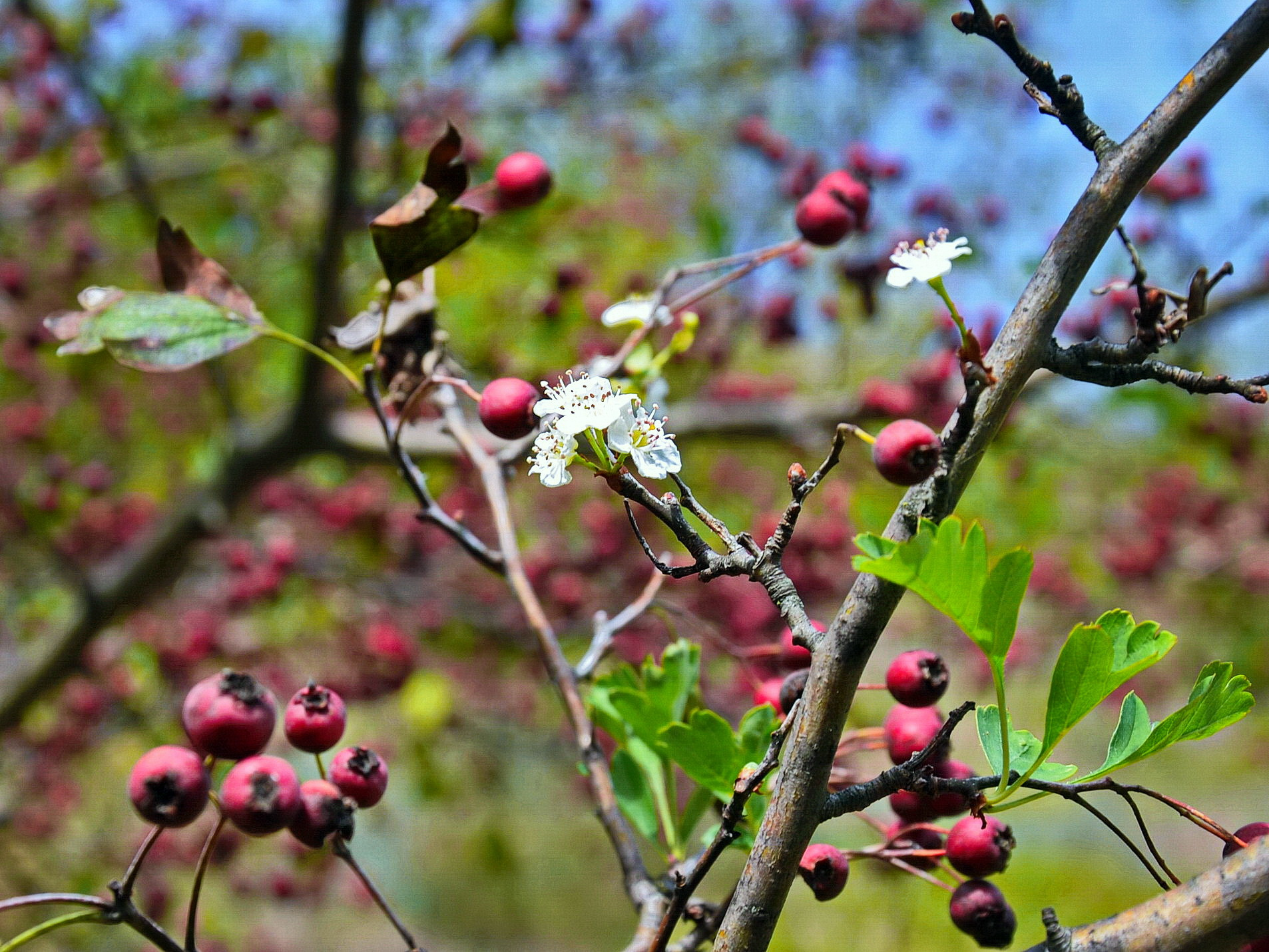
Глід український, квіти і плоди водночас
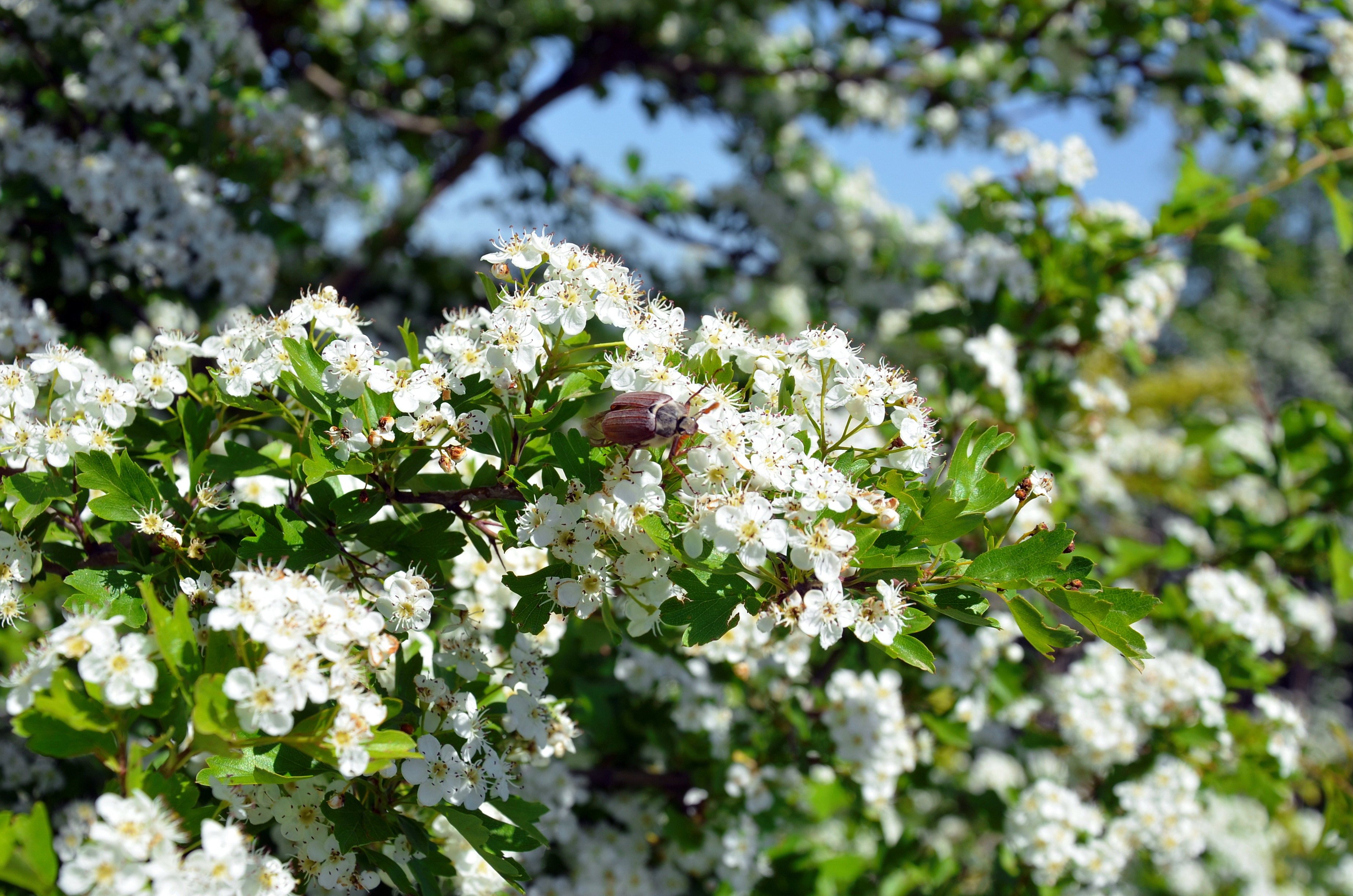
Глід український на Січеславщині.